# En concert: Houston/Lyon
En concert: Houston/Lyon (posteriormente editado como Cities in Concert: Houston/Lyon) es el segundo álbum en vivo de Jean-Michel Jarre. En este álbum esta un compilado de los temas que se tocaron en los conciertos Rendez-vous Houston en Houston, Texas, Estados Unidos; y Rendez-vous Lyon en la ciudad de Lyon, Francia; ambos en el año 1986, en forma de promoción de su último álbum de estudio Rendez-vous.

## Conciertos

### Rendez-vous Houston

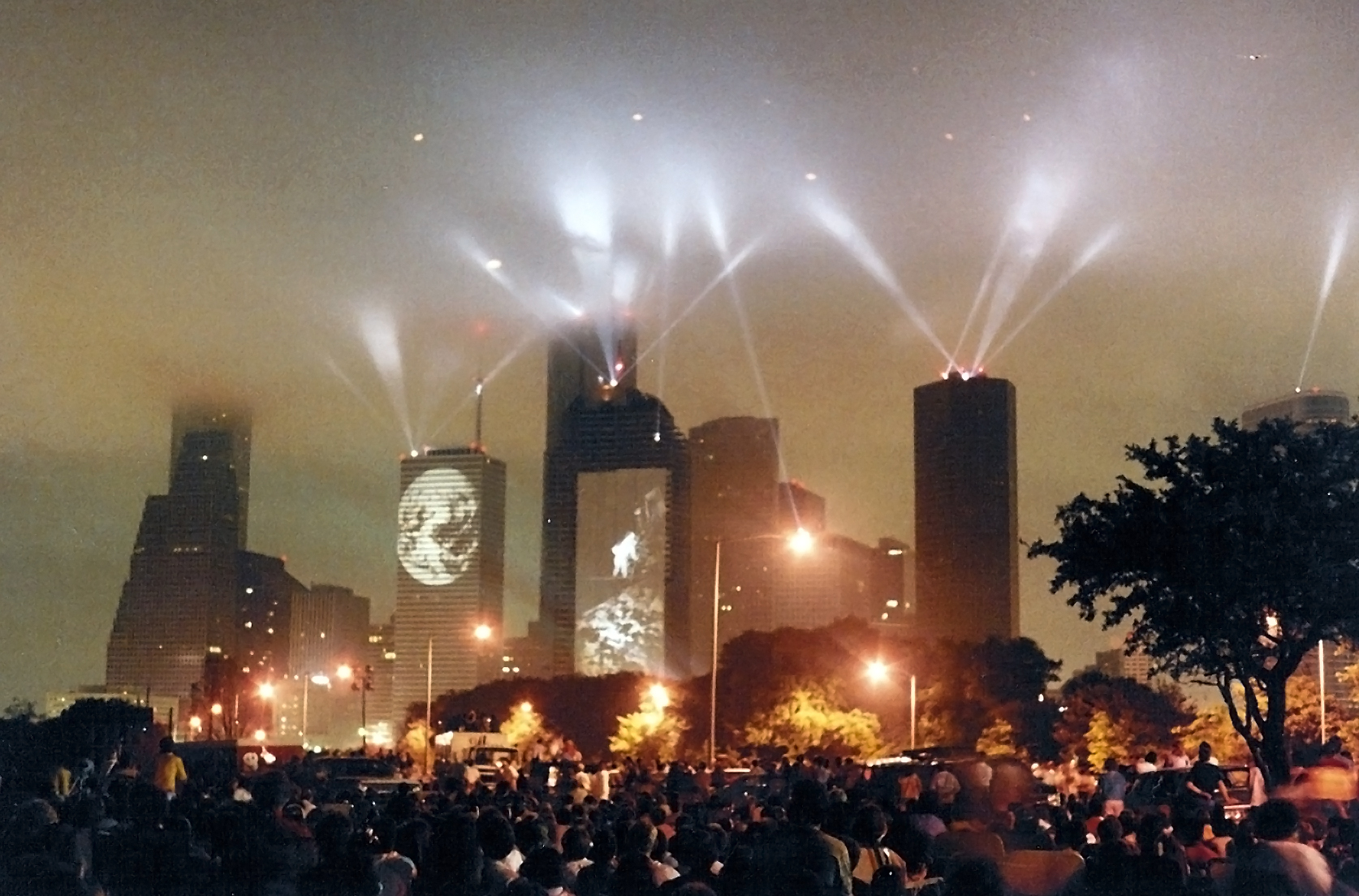
Horizonte de Houston, durante el concierto Rendez-vous Houston

Rendez-vous Houston: A city in Concert se realizó en medio de los rascacielos de la ciudad estadounidense la noche del 5 de abril de 1986, coincidiendo con el lanzamiento del álbum Rendez-Vous. Durante un largo tiempo fue Record Guinness por ser el concierto con más público a la fecha, contabilizándose alrededor del millón y millón y medio de personas. También se realizó en homenaje al desastre del transbordador espacial Challenger, que había ocurrido solo dos meses y medio antes; y en el cual estaba un gran amigo de Jarre, el astronauta Ron McNair, con quien iba a tocar simultáneamente desde el espacio el tema Last Rendez-vous, hecho que nunca se concretó debido a su lamentable fallecimiento en el desastre.

### Rendez-vous Lyon
Rendez-vous Lyon se realizó el día 5 de octubre de 1986 en homenaje a la visita del Papa Juan Pablo II a aquella ciudad, la cual es la ciudad natal de Jarre. Reunió alrededor de 800 mil espectadores.
Los temas que se tocaron fueron:
- Ethnicolor, part 1, de Zoolook
- Les Chants Magnetiques, part 1, de Les Chants Magnetiques
- Wooloomooloo, de Zoolook
- Equinoxe, part 7, de Equinoxe
- Souvenir of China, de The Concerts in China
- Equinoxe, part 5, de Equinoxe
- Third Rendez-Vous, de Rendez-Vous
- Second Rendez-Vous, de Rendez-vous
- Last Rendez-Vous (Ron's Piece), de Rendez-vous
- Fourth Rendez-Vous, de Rendez-vous
- Fourth Rendez-Vous (encore), nuevo

## Lista de temas

### Primera edición (In Concert Houston-Lyon)
En los formatos LP y casete la distribución es la siguiente:
| Lado A |                                  |        |                        |          |  |
| N.º    | Título                           | Música | Álbum original         | Duración |  |
| 1.     | «Oxygene, part 5»                | Jarre  | Oxygene                | 1:19     |  |
| 2.     | «Ethnicolor, part 1»             | Jarre  | Zoolook                | 9:39     |  |
| 3.     | «Les Chants Magnetiques, part 1» | Jarre  | Les Chants Magnetiques | 4:35     |  |
| 4.     | «Souvenir of China»              | Jarre  | The Concerts in China  | 3:30     |  |
| 5.     | «Equinoxe, part 5»               | Jarre  | Equinoxe               | 3:46     |  |
| 22:49  |                                  |        |                        |          |  |

| Lado B |                                  |                              |                |          |  |
| N.º    | Título                           | Música                       | Álbum original | Duración |  |
| 6.     | «Third Rendez-vous» (Laser Harp) | Jarre                        | Rendez-Vous    | 4:27     |  |
| 7.     | «Second Rendez-vous»             | Jarre                        | Rendez-vous    | 10:52    |  |
| 8.     | «Last Rendez-vous» (Ron's Piece) | Jarre ft. Kirk Whalum (saxo) | Rendez-vous    | 4:54     |  |
| 9.     | «Fourth Rendez-vous»             | Jarre ft. Kirk Whalum (saxo) | Rendez-vous    | 4:54     |  |
| 25:07  |                                  |                              |                |          |  |

### Segunda edición (Cities in Concert Houston-Lyon)
En el año 1997 se creó una segunda edición (con la que se cambiaria el nombre a Cities in Concert Houston-Lyon) la cual solo se hizo en formato CD, y este tiene la siguiente distribución:
| Cities in Concert, Houston-Lyon |                                  |                              |                        |          |  |
| N.º                             | Título                           | Música                       | Álbum original         | Duración |  |
| 1.                              | «Oxygene, part 5»                | Jarre                        | Oxygene                | 1:30     |  |
| 2.                              | «Ethnicolor, part 1»             | Jarre                        | Zoolook                | 11:40    |  |
| 3.                              | «Les Chants Magnetiques, part 1» | Jarre                        | Les Chants Magnetiques | 8:11     |  |
| 4.                              | «Souvenir of China»              | Jarre                        | The Concerts in China  | 5:36     |  |
| 5.                              | «Equinoxe, part 5»               | Jarre                        | Equinoxe               | 6:30     |  |
| 6.                              | «Third Rendez-vous» (Laser Harp) | Jarre                        | Rendez-Vous            | 3:54     |  |
| 7.                              | «Equinoxe, part 7»               | Jarre                        | Equinoxe               | 5:29     |  |
| 8.                              | «Wooloomooloo»                   | Jarre                        | Zoolook                | 3:22     |  |
| 9.                              | «Second Rendez-vous»             | Jarre                        | Rendez-vous            | 11:54    |  |
| 10.                             | «Last Rendez-vous» (Ron's Piece) | Jarre ft. Kirk Whalum (saxo) | Rendez-vous            | 6:35     |  |
| 11.                             | «Fourth Rendez-vous»             | Jarre ft. Kirk Whalum (saxo) | Rendez-vous            | 6:59     |  |
| 1:11:40 / 71:40                 |                                  |                              |                        |          |  |

### Edición remasterizada 2015
Se estrenó durante el año 2015 en Spotify, iTunes Store y Google Play Music. En esta edición regresa a los temas originales del álbum, se reemplaza el tema Equinoxe, part 5 de Houston por la versión emitida en Lyon, y se separa el Gloria Patri del papa Juan Pablo II en un tema aparte.
| Houston / Lyon 1986 |                                                     |                              |                        |          |  |
| N.º                 | Título                                              | Música                       | Álbum original         | Duración |  |
| 1.                  | «Oxygene, part 5»                                   | Jarre                        | Oxygene                | 1:17     |  |
| 2.                  | «Ethnicolor, part 1»                                | Jarre                        | Zoolook                | 9:40     |  |
| 3.                  | «Les Chants Magnetiques, part 1»                    | Jarre                        | Les Chants Magnetiques | 4:35     |  |
| 4.                  | «Souvenir of China»                                 | Jarre                        | The Concerts in China  | 3:33     |  |
| 5.                  | «Equinoxe, part 5»                                  | Jarre                        | Equinoxe               | 3:55     |  |
| 6.                  | «Blessing of the Pope» (a.k.a: Benediction du Pape) |                              |                        | 0:33     |  |
| 7.                  | «Third Rendez-vous» (Laser Harp)                    | Jarre                        | Rendez-Vous            | 3:54     |  |
| 8.                  | «Second Rendez-vous»                                | Jarre                        | Rendez-vous            | 11:11    |  |
| 9.                  | «Last Rendez-vous» (Ron's Piece)                    | Jarre ft. Kirk Whalum (saxo) | Rendez-vous            | 4:37     |  |
| 10.                 | «Fourth Rendez-vous»                                | Jarre ft. Kirk Whalum (saxo) | Rendez-vous            | 4:55     |  |
| 48:00               |                                                     |                              |                        |          |  |

## Concierto al cual corresponde cada tema[1]
En negrita los temas del álbum.
| Tema                             | Edic. | Edic. | Concierto | Observación |
| Tema                             | 1986  | 1997  | Concierto | Observación |
| -------------------------------- | ----- | ----- | --------- | --- |
| «Oxygene, part 5»                | SI    | SI    | Houston   | Es solo el comienzo de la segunda parte del tema |
| Preludio                         | SI    | SI    | ---       | Corresponde a la cuenta regresiva del concierto de Houston y a grabaciones de noticieros de la ciudad estadounidense. Ambos se intercalan mientras se interpreta el tema «Oxygene, part 5» |
| «Ethnicolor, part 1»             | SI    | SI    | Lyon      | |
| Interludio 1                     | SI    | SI    | Houston   | Saludo de Jarre al público |
| «Les Chants Magnetiques, part 1» | SI    | SI    | Lyon      | |
| Interludio 2                     | SI    | SI    | ---       | Grabación de alguien cambiando de canal en una TV, simulando el preludio original de «Souvenir of China». Todos son canales de Houston. En la versión de 1986 todos los canales hablan sobre el concierto de Jarre, mientras que en la versión de 1997 es programación diversa (cine, novelas, entrevistas, etc.) y en el último cambio de canal, se escucha el anuncio del concierto de Jarre en Houston con el tema «Equinoxe, part 4» de fondo. |
| «Souvenir of China»              | SI    | SI    | Lyon      | |
| Interludio 3                     | NO    | SI    | ---       | Grabaciones de sonidos urbanos tomados en Houston. Estos al final del interludio se vuelven difusos y se mezclan con el final de la interpretación de «Equinoxe, part 2» en Houston que pasa inmediatamente al preludio de lluvia de «Equinoxe, part 5». |
| «Equinoxe, part 5»               | SI    | SI    | Houston   | |
| Interludio 4 (versión 1986)      | SI    | --    | ---       | Grabaciones de sonidos urbanos tomados en Houston, con los que termina el primer lado del álbum. El comienzo del segundo lado corresponde al Gloria Patri del papa Juan Pablo II a Lyon, seguido de las campanadas de la Catedral de la ciudad francesa. |
| Interludio 4 (versión 1997)      | --    | SI    | ---       | Grabaciones de sonidos urbanos tomados en Lyon, específicamente del Metro de Lyon y de las campanadas de la Catedral. Termina con el Gloria Patri del papa Juan Pablo II a la ciudad francesa. |
| «Third Rendez-vous»              | SI    | SI    | Lyon      | |
| Interludio 5                     | SI    | NO    | ---       | Voz de una periodista dentro del público espectador del concierto de Houston. Luego comienza «Second Rendez-vous». |
| «Equinoxe, part 7»               | NO    | SI    | Houston   | |
| Interludio 6                     | NO    | SI    | ---       | Grabación de un rezo del sumo pontífice en la ciudad de Lyon. |
| «Wooloomooloo»                   | NO    | SI    | Lyon      | |
| Interludio 7                     | NO    | SI    | ---       | Grabación de la voz de Juan Pablo II |
| «Second Rendez-vous»             | SI    | SI    | Lyon      | Durante el comienzo de la tercera subparte del tema (arpa láser), se oye un diálogo de la NASA que solo fue emitido en el concierto en Houston. Es la única excepción del tema, todo el resto es de Lyon. |
| Interludio 8 (versión 1986)      | SI    | --    | Houston   | Mención de Jarre al próximo tema, «Last Rendez-vous (Ron's Piece)», señalando que es en homenaje a él. |
| Interludio 8 (versión 1997)      | --    | SI    | Houston   | Grabación del mensaje del presidente estadounidense Ronald Reagan luego del Accidente del transbordador espacial Challenger. Este mensaje solo fue emitido en el concierto Houston, pero en el álbum se entremezcla con el inicio de «Last Rendez-vous (Ron's Piece)» cuya versión es la de Lyon. |
| «Last Rendez-vous (Ron's Piece)» | SI    | SI    | Lyon      | |
| Interludio 9                     | NO    | SI    | Houston   | Grabación del presidente estadounidense John F. Kennedy en su famoso discurso por la Carrera espacial realizado en la Universidad Rice en septiembre de 1962. El fragmento de este discurso, además de ser el preludio del videoclip de «Fourth Rendez-vous», también lo fue en el concierto de Houston y, al igual que el tema anterior, este discurso en el álbum se entremezcla con el tema que sigue cuya versión es de Lyon.                  |
| «Fourth Rendez-vous»             | SI    | SI    | Lyon      | El solo en saxofón es de estudio. |
| Final                            | SI    | SI    | ---       | Los finales de cada versión son distintos. En la versión de 1986 se vuelven a escuchar las campanadas de la Catedral de Lyon, y a solo segundos de terminar el álbum se vuelve a escuchar la parte final del Gloria Patri del papa Juan Pablo II. La versión de 1997 consiste en la despedida que hace Jarre al público de Houston. Previo a eso se escuchan grabaciones de noticieros estadounidenses hablando del concierto.                     |